# درپوش مقعد

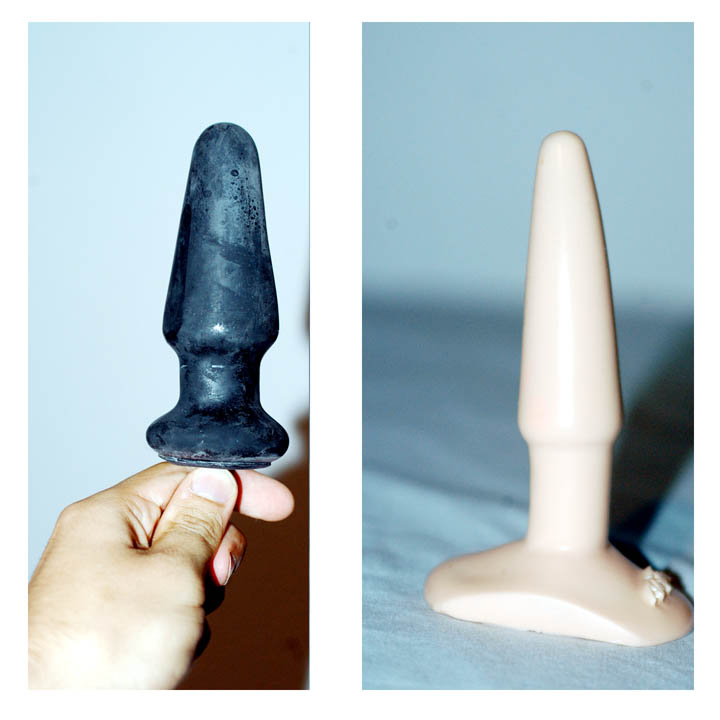

درپوش مقعد یا بات‌پلاگ (به انگلیسی: Butt plug) یک نوع اسباب‌بازی جنسی است و طوری طراحی شده‌است که در راست‌روده فرو برده شده و باعث تحریک جنسی شود. این وسیله از برخی لحاظ مثل آلت مصنوعی است اما از آن کوتاهتر و نوک تیز تر است. این وسیله کاملاً در راست‌روده فرو نمی‌رود و در آن گم نمی‌شود، به همین خاطر استفاده از آن آسان و بی خطر است. بعضی از این درپوش‌ها مثل آلت تناسلی مردان است که برای رابطه‌های جنسی زنانه(لزبینی) فراهم شده

## تاریخچه
اولین درپوش مقعد در سال ۱۸۹۲ به وسیلهٔ «فرانک ای یانگ» و با عنوان «باز کنندهٔ راست روده» ساخته شد.
گشادکننده‌های مقعد در ابتدا برای مصارف درمانی طراحی شده بودند و بعداً با عباراتی مانند «باز کنندهٔ راست روده» دکتر یانگ به بازار عرضه شدند که به عنوان درمانی برای جنون و یبوست به بازار عرضه شد. در اواخر قرن بیستم، وسایل مشابه به عنوان اسباب بازی‌های جنسی به بازار عرضه شدند.

## مبانی
برخلاف واژن که توسط دهانه رحم بسته می‌شود، مقعد به کولون سیگموئید منتهی می‌شود؛ بنابراین، اشیایی که به راست روده وارد می‌شوند، می‌توانند به‌طور بالقوه به داخل روده بروند. انتهای گشاد شده در یک «بات‌پلاگ» برای جلوگیری از این وجود دارد. برخی از دیلدوها فاقد انتهای گشاد هستند و بنابراین استفاده از چنین دیلدوهایی به صورت مقعدی توصیه نمی‌شود زیرا ممکن است گیر کنند. اجسام خارجی جامانده در مقعد ممکن است نیاز به استخراج توسط پزشک داشته باشند.
علاوه بر این، روده تحتانی بالای راست روده به راحتی سوراخ می‌شود. به همین دلیل، دوشاخه‌های لب به لب نسبت به دیلدوها کوتاهتر هستند و اندازه مشخص شده آنها معمولاً به جای طول، دور دستگاه را نشان می‌دهد. آنها همچنین باید بسیار صاف باشند تا به راست روده یا روده آسیب نرسانند. برای اینکه آنها را وارد راست روده کنند، معمولاً یک نمای کلی از یک مخروط با انتهای گرد دارند که سپس به یک «کمر» باریک می‌شود که خود را در اسفنکتر مقعدی قرار می‌دهد و با قسمت گشاد شده خارج از بدنه، از لغزیدن یا ورود بیشتر «بات‌پلاگ» یا «درپوش مقعد» به داخل بدن جلوگیری می‌کند. عضله اسفنکتر بات‌پلاگ را از ناحیه کمر در جای خود نگه می‌دارد و از لیز خوردن ناخواسته آن جلوگیری می‌کند.
درپوش مقعد را می‌توان برای لذت بردن به داخل یا خارج کرد، به طوری که فشار ریتمیک رابطه جنسی نافذ را شبیه‌سازی کرد، اگرچه برخی از آنها به‌طور خاص برای ماساژ پروستات طراحی شده‌اند.
مانند سایر فعالیت‌هایی که شامل دخول مقعدی می‌شوند، مانند رابطه جنسی مقعدی، مقادیر زیادی روان‌کننده جنسی و یک رویکرد ملایم آرام برای قرار دادن یا برداشتن یک «درپوش مقعد» یا «بات‌پلاگ» مورد نیاز است.
گاهی برای رعایت بهداشت و برای دفع آسان مدفوعی که ممکن است با آنها تماس پیدا کند، شمع‌های لب به لب با کاندوم پوشانده می‌شود. با این وجود، به دلیل خطر انتقال عفونت‌های مقاربتی، از جمله اچ‌آی‌وی، از انتقال مایعات بدن از فردی به فرد دیگر، نباید آنها را با افراد دیگر به اشتراک گذاشت.

## طراحی
درپوش مقعد یا بات‌پلاگ‌ها، در رنگ‌ها، شکل‌ها، اندازه‌ها و بافت‌های مختلفی وجود دارند. برخی به گونه ای طراحی شده‌اند که شبیه آلت تناسلی باشند، در حالی که برخی دنده ای یا موج دار هستند. بسیاری از آنها یک نوک نازک دارند که در وسط پهن‌تر است، یک بریدگی برای نگه داشتن آن پس از وارد کردن، و یک پایه گشاد برای جلوگیری از وارد شدن کامل به راست روده. برخی از شاخه‌ها دارای قسمت نفوذی تخم مرغی شکل هستند. برخی از شاخه‌ها (بلند، منعطف و منحنی) برای نفوذ به روده بزرگ سیگموئید طراحی شده‌اند.
درپوش‌های مقعد از مواد مختلفی ساخته می‌شوند که رایج‌ترین آنها لاتکس است. سایر مواد مورد استفاده عبارتند از سیلیکون، نئوپرین، چوب، فلز، شیشه، سنگ و بسیاری مواد دیگر. سیلیکون ماده خوبی است، زیرا می‌توان آن را در آب جوش ضدعفونی کرد.

### درپوشهای فتیش
درپوش‌های فتیش به هر نوع درپوش مقعدی که به گونه‌ای غیرعادی، هیجان‌انگیز یا به نوعی منحصر‌به‌فرد طراحی شده‌ باشند، گویند. درپوش‌های فتیش به این دلیل نامیده می‌شود که به فتیش‌های جنسی پاسخ می‌دهد. یکی از انواع متداول آن دارای دمی از موهای بلند یا خز مصنوعی است که به انتهای غیرقابل جاگذاری متصل است، به طوری که وقتی وارد بدن می‌شود، این تصور ایجاد می‌شود که پوشنده دم حیوانی دارد. برخی از درپوش‌های محبوب در نقش‌آفرینی حیوانات، برخلاف خز مصنوعی، دمشان از سیلیکون درجه پزشکی ساخته شده‌است. استحکام سیلیکون، هنگامی که با حرکات بدن یا انقباضات موزونِ ماهیچه‌هایِ کفِ لگن ترکیب می‌شود، امکان ایجاد یک دم شبیه‌سازی شده را فراهم می‌کند. همچنین درپوش‌ها و درپوش‌های ارتعاشی وجود دارند که از تحریک‌کننده جنسی برقی اروتیک استفاده می‌کنند. تغییرات اضافی شامل درپوش‌هایی است که می‌توانند با ریختن آب یا مایعات دیگر مانند روان‌کننده، روغن و غیره به داخل راست روده «انزال» پیدا کنند و همچنین درپوش‌های بادی که برای بزرگ کردن راست روده در نظر گرفته شده‌است.

## کاربرد در سکس
|                                      |  |  |
| درپوش مقعد مورد استفاده مردان و زنان |  |  |

نوع مخروطی این وسیله برای گشاد کردن مقعد قبل از سکس آنال کاربرد دارد.

## لذت جنسی
وجود این وسیله در راست روده (به انگلیسی: Rectom) در زنان باعث تنگ‌شدن واژن شده و دخول برای‌مرد را لذت بخش‌تر می‌نماید. همچین تماس با نقطه جی را افزایش داده و باعث لذت جنسی در زن می‌شود.
در مردان دچار مشکل دیر انزالی و نوع ویبراتور دار آن با تحریک پروستات باعث سرعت بخشیدن در انزال می‌شود.

## خطرات

تصویر، یک درپوش (پلاگین) مقعدی با تکنولوژی بالا را نشان می‌دهد که به همراه کاندوم، برای استفاده‌ی زنان و مردان طراحی شده است.

استفاده از این وسیله می‌تواند در صورتی‌که در انتهای آن بخش وسیعی نباشد به‌طور کامل وارد راست روده شده و موجب انسداد گردد بدیهی است خروج آن بدون دخالت پزشک امکان‌پذیر نیست. خطر دیگر قطر آن است که در هنگامی که از قطر بزرگ آن استفاده شود و به خصوص هنگامی که به سرعت وارد شود می‌تواند باعث پارگی عضلات مقعد (اسفنکتر) شده یا به صورت جدی به مقعد و راست روده آسیب وارد کند که قطعاً نیازمند بستری در بیمارستان خواهد بود. هر چند هنوز تحقیقات کاملی در مورد استفاده طولانی مدت از این وسیله صورت نگرفته‌است اما توصیه می‌شود بیشتر از دو یا سه ساعت از آن استفاده نشود. عدم رعایت موارد بهداشتی می‌تواند باعث انتقال باکتریها و ویروسها به خصوص ایدز (اچ آی وی) در استفاده همزمان از این وسیله گردد.

## در فرهنگ

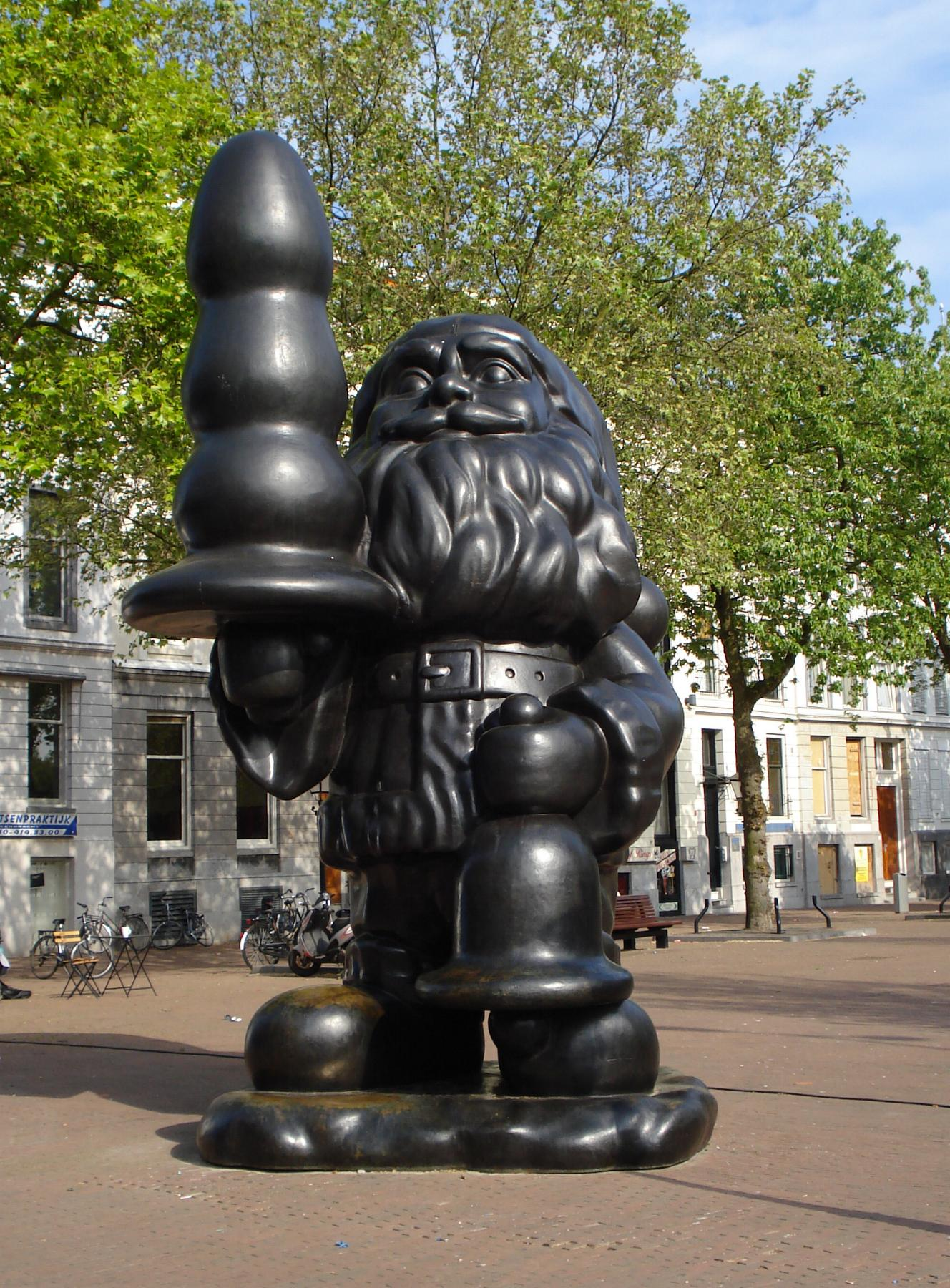
بابا نوئل در Eendrachtsplein، روتردام

مجسمه‌ای به نام «بابا نوئل» یا «بات‌پلاگ گنوم» در روتردام توسط پل‌مک‌کارتی ساخته شد.

## نگارخانه

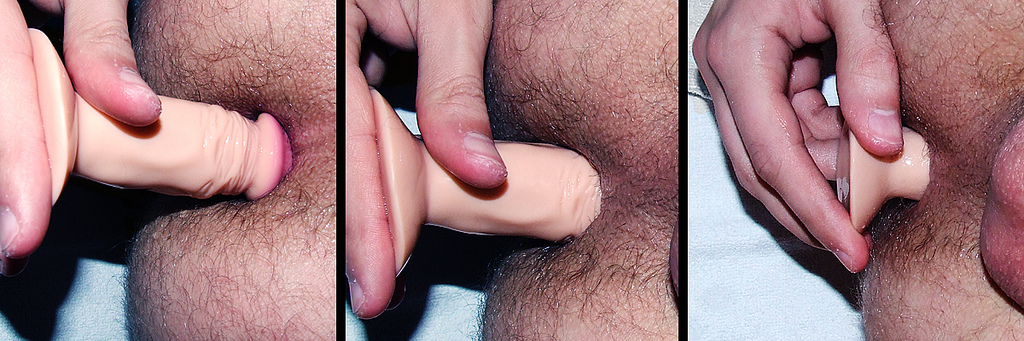
مردی در حال استفاده از درپوش مقعدی
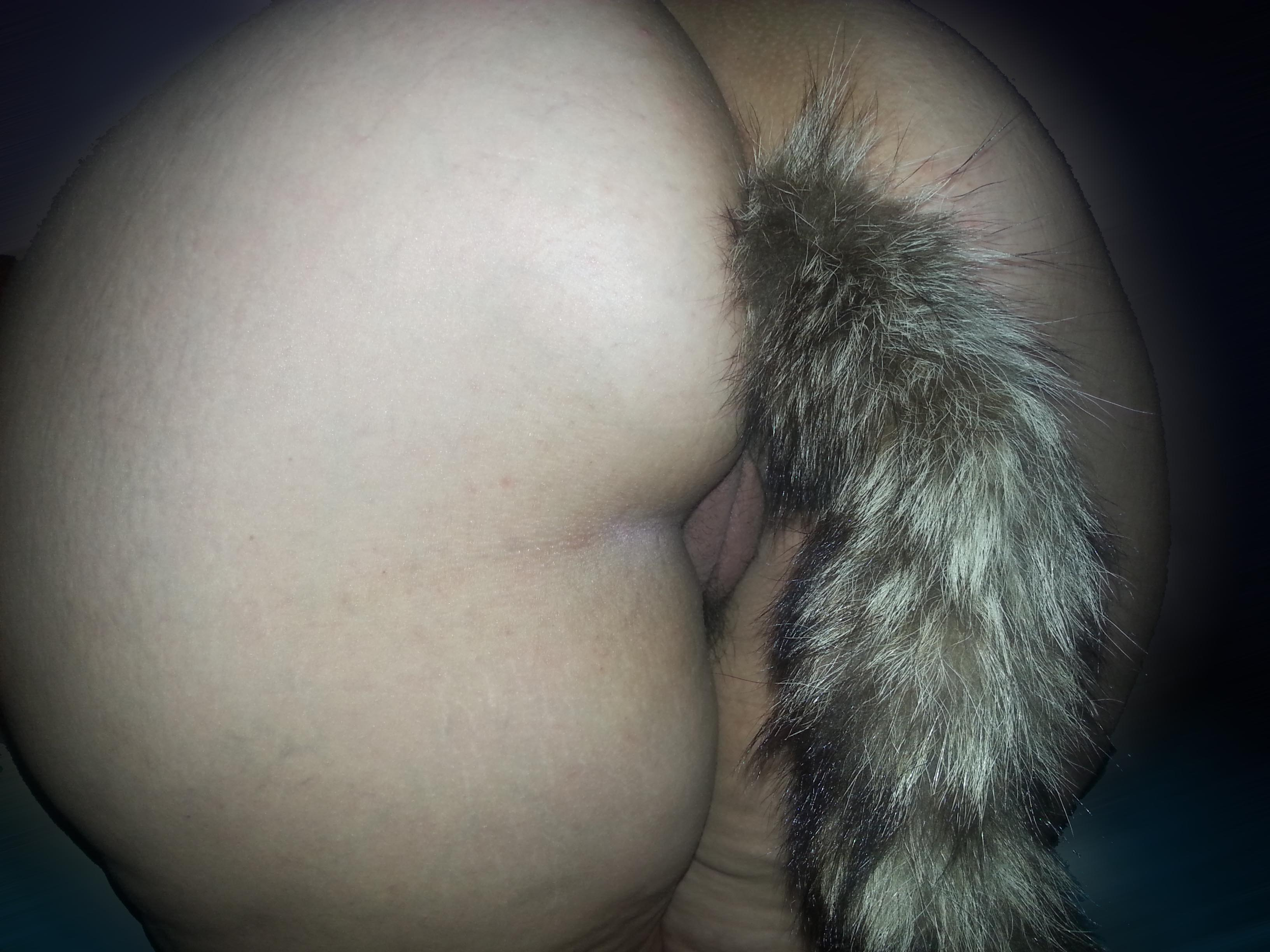
درپوش با دم حیوانی
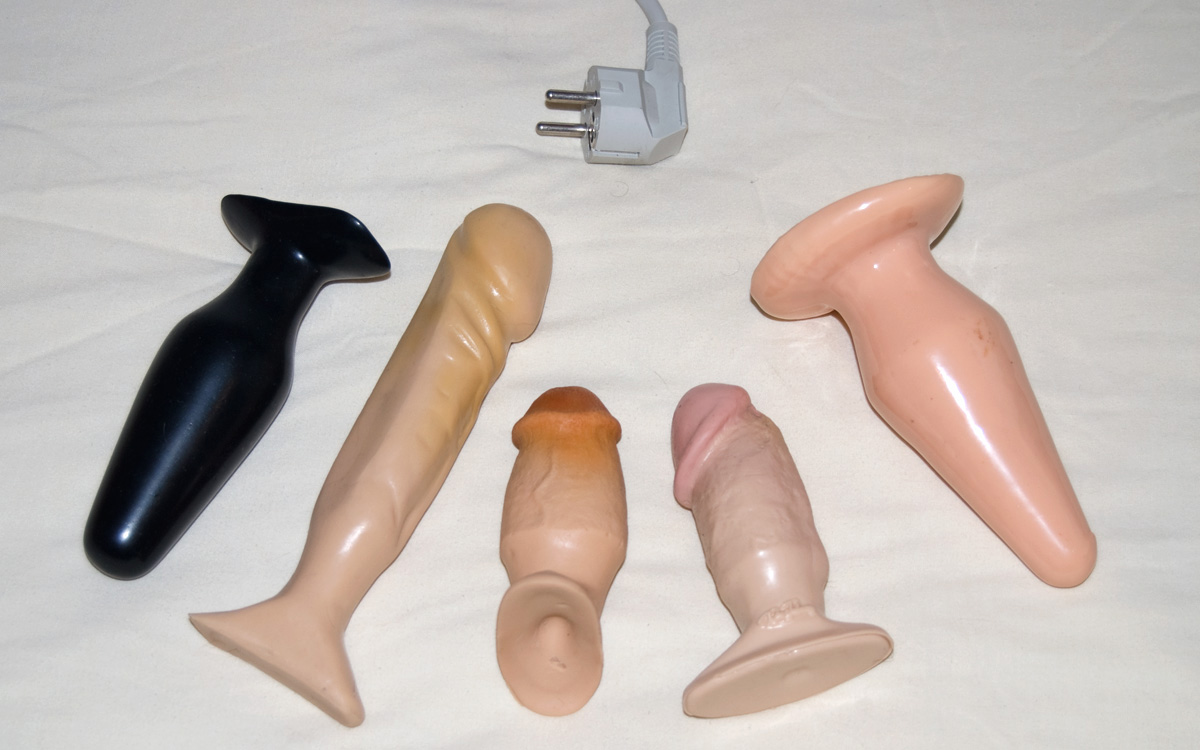
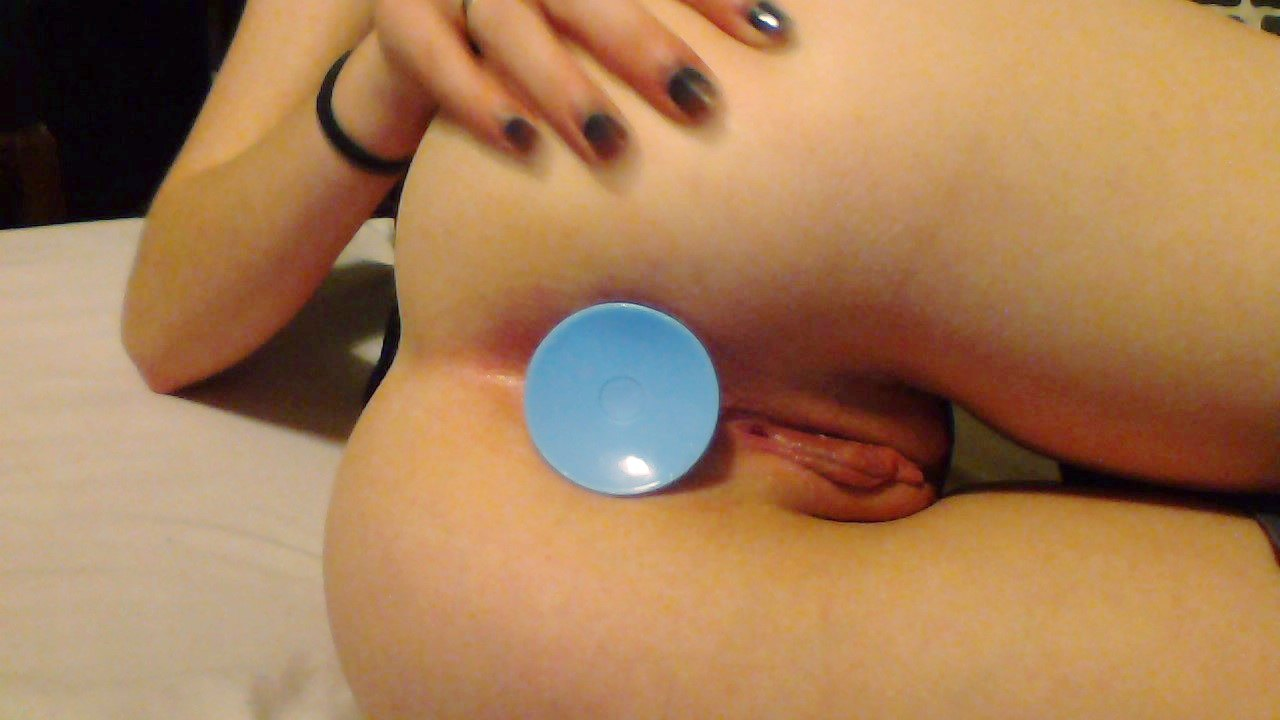
روش استفاده از درپوش
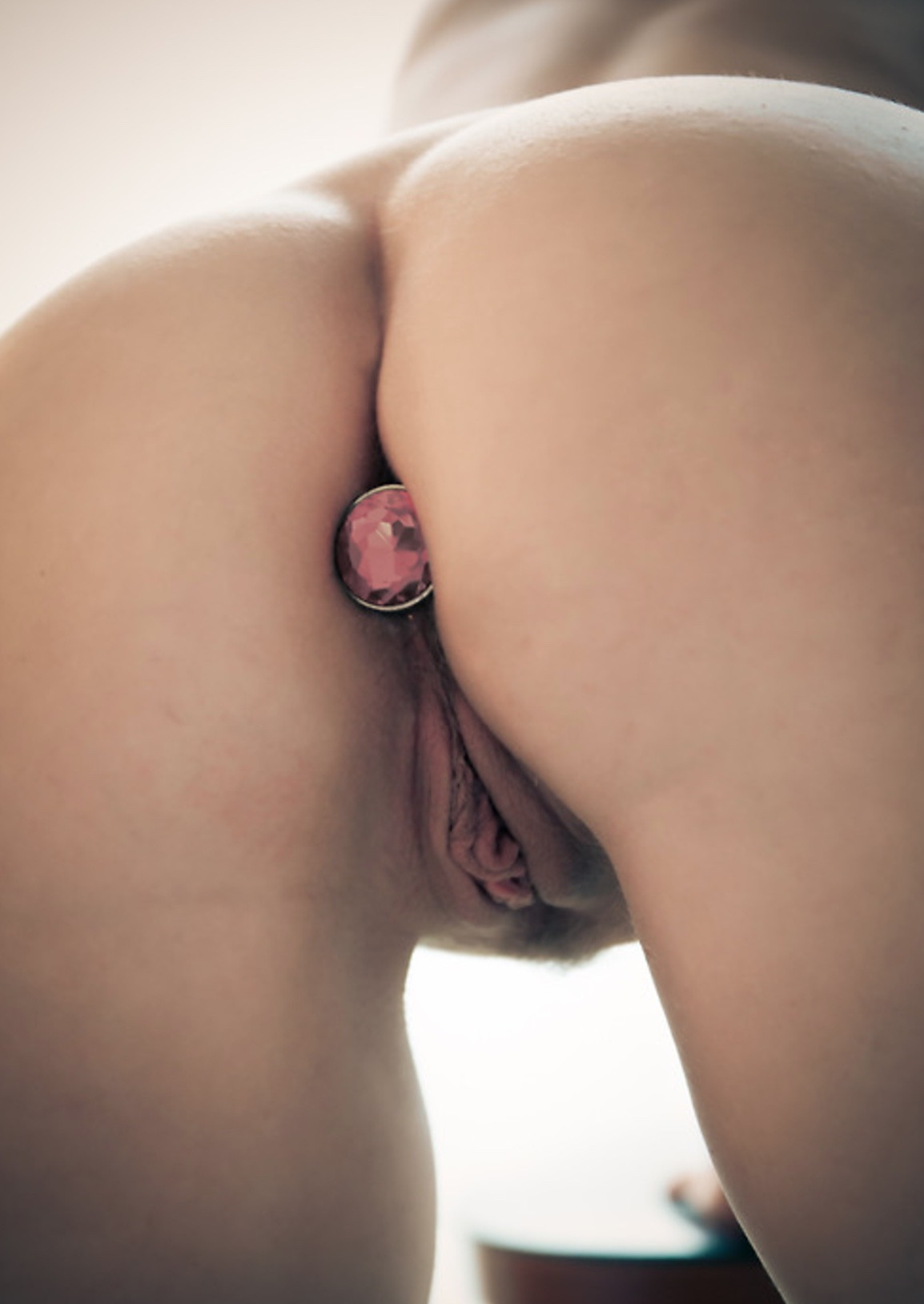